# Resolución 46/86 de la Asamblea General de las Naciones Unidas
La resolución 46/86 de la Asamblea General de la ONU revocó la determinación que figuraba en la resolución 3379 del 10 de diciembre de 1975, la cual, a pesar de que era solo de carácter declarativo y no vinculante, significaba una dura condena al sionismo al considerarlo tan racista como el apartheid, además de abogar por su eliminación. Carece de considerandos y es una de las más breves de la historia de las Naciones Unidas. Resultó aprobada el 16 de diciembre de 1991 con un total de 111 votos a favor, 25 en contra y 13 abstenciones.

## Contenido de la resolución
El texto completo de la resolución dice:

46/86. Eliminación del racismo y la discriminación racial

La Asamblea General

Decide revocar la determinación que figura en su resolución 3379 (XXX), del 10 de noviembre de 1975.

74ª sesión plenaria

16 de diciembre de 1991
Resoluciones de la Asamblea General de la ONU, 46º período de sesiones

## Contexto
En 1975, en plena Guerra Fría, la Asamblea General de la ONU adoptó, por impulso de los países árabes, y con el apoyo del bloque soviético y del no alineado, la resolución 3379, de carácter declarativo y no vinculante, que consideraba al sionismo como una forma de racismo y lo hacía equiparable al apartheid sudafricano (72 votos a favor, 35 en contra y 32 abstenciones). La alineación de los países árabes, socialistas y de aquellos pertenecientes al Movimiento de Países No Alineados respondía a la lógica de la confrontación bipolar de la Guerra Fría. Dicho voto en bloque producía una mayoría en la ONU que se organizó para condenar sistemáticamente a Israel en resoluciones como las: 3089, 3210, la 3236, la 32/40, etc.
Por otro lado, la resolución también debe leerse a la luz de las políticas del llamado tercermundismo promovida por figuras políticas como el presidente mexicano Luis Echeverría. Este, en un cálculo político, utilizó la Conferencia Mundial del Año Internacional de la Mujer como una plataforma para proyectar su propia figura como miembro destacado del Movimiento de Países No Alineados y buscando la Secretaría General de las Naciones Unidas. Lo anterior produjo un boicot turístico de la comunidad judía estadounidense en contra de México, que visibilizó conflictos internos y externos de las políticas de Echeverría.
Israel había condicionado su participación en la Conferencia de Paz de Madrid a que la Asamblea General revocara la resolución 3379. El reclamo israelí fue secundado por el entonces presidente estadounidense George H. W. Bush, bajo cuyo auspicio se aprobó la resolución, anulando la 3379.

## La resolución de 1991
El texto de la resolución fue simple y conciso, sin ninguna cláusula preambulatoria: "La Asamblea General decide revocar la determinación que figura en su resolución 3379, de 10 de noviembre de 1975".
Durante la sesión en que se aprobó la resolución, el presidente Bush habló ante la Asamblea General:

[...] igualar al sionismo con el pecado imperdonable del racismo es deformar la historia y olvidar la terrible tragedia de los judíos en la Segunda Guerra Mundial y de hecho a lo largo de la historia
George H.W. Bush

### Resultado de la votación

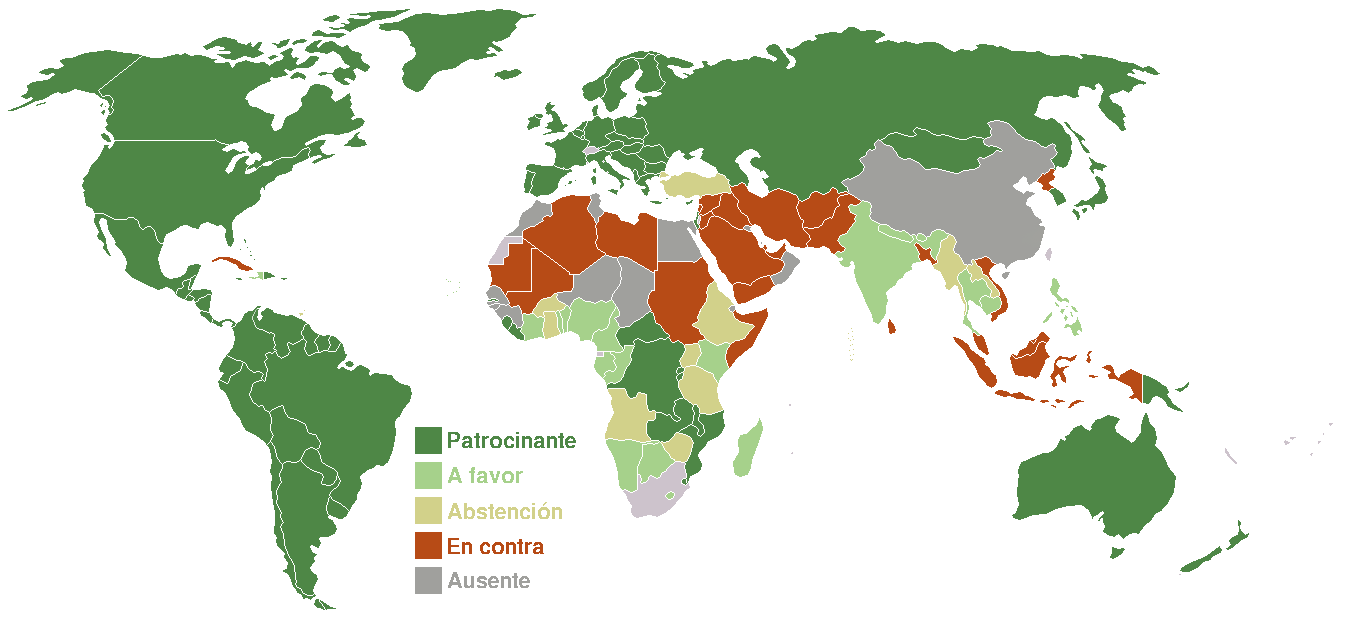
Resultado de la votación.

Patrocinada por: (87 Estados) Albania, Alemania, Antigua y Barbuda, Argentina, Australia, Austria, Bahamas, Barbados, Bélgica, Belice, Bielorrusia, Bolivia, Brasil, Bulgaria, Burundi, Canadá, Checoslovaquia, Chile, Chipre, Colombia, Costa Rica, Dinamarca, Dominica, Ecuador, El Salvador, España, Estados Federados de Micronesia, Estados Unidos de América, Estonia, Finlandia, Francia, Gambia, Granada, Grecia, Guatemala, Guyana, Honduras, Hungría, Irlanda, Islandia, Islas Marshall, Islas Salomón, Israel, Italia, Jamaica, Japón, Letonia, Liberia, Liechtenstein, Lituania, Luxemburgo, Madagascar, Malaui, Malta, México, Mongolia, Mozambique, Nicaragua, Noruega, Nueva Zelanda, Panamá, Países Bajos, Papúa Nueva Guinea, Paraguay, Perú, Polonia, Portugal, Reino Unido, República Centroafricana, República de Corea, República Dominicana, Ruanda, Rumania, Samoa, San Cristóbal y Nieves, Santa Lucía, San Vicente y las Granadinas, Sierra Leona, Singapur, Suecia, Surinam, Suazilandia, Ucrania, Unión de Repúblicas Socialistas Soviéticas, Uruguay, Venezuela, Yugoslavia, Zaire y Zambia.
A favor: (111, 23 más los 87 patrocinantes): Benín, Botsuana, Bután, Cabo Verde, Camboya, Camerún, Congo, Costa de Marfil, Fiyi, Filipinas, Gabón, Haití, India, Kenia, Lesoto, Madagascar, Namibia, Nepal, Nigeria, Santo Tomé y Príncipe, Seychelles, Tailandia y Togo.
En contra: (25) Afganistán, Arabia Saudita, Argelia, Bangladés, Brunéi, Catar, Cuba, Emiratos Árabes Unidos, Indonesia, Irán, Irak, Jordania, Líbano, Libia, Malasia, Malí, Mauritania, Pakistán, República Popular Democrática de Corea, Siria, Somalia, Sri Lanka, Sudán, Vietnam y Yemen.
Abstención: (13) Angola, Burkina Faso, Etiopía, Ghana, Laos, Maldivas, Mauricio, Birmania, Trinidad y Tobago, Tanzania, Turquía, Uganda y Zimbabue.
Ausentes: (17) Baréin, Chad, Comoras, Egipto, Guinea, Guinea-Bisáu, Guinea Ecuatorial, Kuwait, Marruecos, Níger, Omán, República Popular China, Senegal, Sudáfrica, Túnez, Vanuatu y Yibuti.